# 古荘幹郎
古荘 幹郎（ふるしょう もとお、1882年（明治15年）9月14日 - 1940年（昭和15年）7月21日）は、日本の陸軍軍人。最終階級は陸軍大将。正三位勲一等功五級。

## 生涯
熊本県出身。古荘幹之陸軍大尉の長男として生まれる。陸軍幼年学校を経て、1902年（明治35年）11月、陸軍士官学校（14期）を次席で卒業。翌年6月、歩兵少尉任官。日露戦争では、近衛歩兵第4連隊付として出征し、戦傷を受けた。
1909年（明治42年）12月、陸軍大学校（21期）を首席で卒業。ドイツ大使館付武官補佐官、参謀本部員（編制班長）兼山縣有朋元帥副官を経て参謀本部編制動員課長、陸軍省軍務局軍事課長など省部の中枢を歩む。
1928年（昭和3年）8月には陸軍少将に進級し、歩兵第2旅団長、陸軍省人事局長を歴任。
1930年（昭和5年）には参謀本部総務部長、次いで同第一部長に就く。しかし作戦担当にもかかわらず、重要事項は次長の真崎甚三郎、第三部長の小畑敏四郎、作戦課長の鈴木率道ら皇道派ラインが仕切り、彼らと永田鉄山第二部長ら他の幹部との対ソ・支那戦略を巡る内紛も激化。また参謀本部在任時には脳溢血の発作を起こし、その後は体調不十分のまま勤務を続けざるを得なかった。
1933年（昭和8年）3月、陸軍中将に昇進。第11師団長を経て、1935年（昭和10年）9月、陸軍次官となる。翌1936年2月に二・二六事件が発生、杉山元参謀次長とともに戒厳令施行を強く進言し、事態の収拾に当たる。首謀者厳罰の方針を決定した後、同年3月には自らも事件の責任を負って次官を梅津美治郎に譲り、航空本部付となる。
その後は航空本部長、台湾軍司令官、第5軍司令官、第21軍司令官を歴任。1938年（昭和13年）9月、広東攻略戦に出動、海軍の第五艦隊と共同して、10月12日、バイアス湾に上陸し、10月21日、広州に入城した。病の再発もあって日本に帰還、1939年（昭和14年）5月には陸軍大将に進級し軍事参議官となるが師団視察後に倒れ、現職のまま1940年（昭和15年）7月21日死去。

## 年譜
- 1901年（明治34年）5月 - 陸軍中央幼年学校卒業
- 1902年（明治35年）11月 - 陸軍士官学校卒業（第14期次席）
- 1903年（明治36年）6月 - 少尉任官、近衛歩兵第4連隊付
- 1905年（明治38年）2月 - 中尉に進級
- 1908年（明治41年）12月 - 大尉に進級
- 1909年（明治42年）12月 - 陸軍大学校卒業（第21期首席）、参謀本部員
- 1914年（大正3年）3月31日 - 駐独国大使館附武官補佐官
- 1916年（大正5年）5月2日 - 少佐に進級
- 1918年（大正7年）4月1日 -  参謀本部編制班長兼元帥副官（山縣有朋元帥附）
- 1920年（大正9年）8月10日 - 中佐に進級
- 1923年（大正12年）
  - 3月17日 - 参謀本部編制動員課長兼陸軍大学校兵学教官
  - 8月6日 - 大佐に進級
- 1925年（大正14年）5月1日 - 近衛歩兵第2連隊長
- 1927年（昭和2年）
  - 5月6日 - 陸軍省軍務局兵務課長
  - 7月26日 - 陸軍省軍務局軍事課長
- 1928年（昭和3年）8月10日 - 少将に進級、歩兵第2旅団長
- 1929年（昭和4年）8月1日 - 陸軍省人事局長
- 1930年（昭和5年）12月22日 - 参謀本部総務部長
- 1932年（昭和7年）2月5日 - 参謀本部第一部長
- 1933年（昭和8年）3月18日 - 中将に進級
- 1934年（昭和9年）8月1日 - 第11師団長
- 1935年（昭和10年）9月21日 - 陸軍次官
- 1936年（昭和11年）
  - 3月23日 -  陸軍航空本部附
  - 8月1日 -  陸軍航空本部長
- 1937年（昭和12年）
  - 8月2日 -  台湾軍司令官
  - 12月8日 - 兼 第5軍司令官
- 1938年（昭和13年）9月8日 -  第21軍司令官
- 1939年（昭和14年）5月19日 - 大将に進級、軍事参議官
- 1940年（昭和15年）7月21日 - 死去

## 栄典
位階
- 1935年（昭和10年）4月15日 - 正四位[1]
- 1938年（昭和13年）5月2日 - 従三位[2]
- 1940年（昭和15年）7月21日 - 正三位[3]

勲章
- 功二級金鵄勲章 - 1940年（昭和15年）4月29日[4]

## 親族
- 父・古荘幹之（陸軍大尉）[5]
- 母・富子（京都鴨川の芸妓）[6]
- 弟：古荘陸生（陸軍大尉、岳父に白川義則）[6]
- 父方いとこ：古荘四郎彦（千葉銀行頭取）[7]
- 妻：古荘嘉子（建築家伊藤為吉の娘）
- 娘婿：尾形康二（陸軍中佐）